# 斉藤繭子
斉藤 繭子（さいとう まゆこ、1975年4月4日 - ）は、日本の女性モデル、タレントである。

## 人物
奈良県生まれ。趣味はスキー、テニスとピアノ、特技は生け花。チャームポイントは、笑うとできるえくぼ。
始めは1998年（平成10年）、フォーミュラ・ニッポン 『ビーブライズ（Be Brides）』のレースクイーンとなり、「中村 まゆ」の名義で活動した。
翌年1月にはキャンペーンガール、『サントリー生ビールキャンペーンガール』に選出されたが、この際には現在と同様の名義、「斉藤 繭子」として紹介されている。さらに同年10月からは、「ワンギャル」（第3期生）のひとりとして、テレビのバラエティー番組 『ワンダフル』（TBS）にレギュラー出演するようになった。しかし、同番組内では、やたらと騒がしかったワンギャル3期生のなかで浮いてしまい、翌年1月には同じくワンギャルだった宮本耀子とともに早期脱退した。
その後は女性モデルとして活動しており、モデル事務所、株式会社モデルズ（大阪市北区）やスーパーウィング（東京都渋谷区）に所属している。

## 主な活動履歴

### TV
- TBS 『ワンダフル』第3期ワンギャルとして、レギュラー出演

### 映画
- 『呪怨2 （ビデオ版）』 （2000年）

### キャンギャル
- 『サントリー生ビール キャンペーンガール』 （1999年）

## 写真集
- ETERNAL SUBSTANCE（ソフトガレージ・1999年7月）